# 井ノ本リカ子
井ノ本 リカ子（いのもと リカこ、9月11日 - ）は、日本の漫画家・イラストレーター。血液型はO型。主に成人向け漫画、ボーイズラブ漫画を執筆しているが、一般向け漫画も手掛ける。また相棒であるBENNY'Sと同人サークル「天下一ベイビーズ」を共催し、コミックマーケットなどで同人誌の頒布も行っている。阿見阿弥（あみあみ）名義でも活動している。

## 作品リスト

### 成人向け
1. 『ないしょのおんなのこ』 （1999年2月下旬、一水社〈いずみコミックス〉、ISBN 4-87076-376-1）
2. 『女の子ちゃんネル』 （2001年8月22日、童夢舎〈ぴゅあコミック〉、ISBN 4-87693-747-8）
3. 『LOVE SCENE』 （2001年10月17日、司書房〈ツカサコミックス〉、ISBN 4-8128-0647-X）
4. 『プリティサイズ』 （2004年1月23日発売[4]、晋遊舎〈晋遊舎コミックス〉、ISBN 4-88380-400-3）
5. 『LOVE STORE』 （2005年2月25日発売[5]、晋遊舎〈晋遊舎コミックス〉、ISBN 4-88380-450-X）
6. 『こいするからだ』 （2005年12月22日発売[6]、晋遊舎〈晋遊舎コミックス〉、ISBN 4-88380-507-7）
  - 『こいするからだ』新装版 （2007年8月25日発売[7]、マックス〈ポプリコミックス〉、ISBN 978-4-903491-40-0）
7. 『ちぇりー♥ぱい』 （2006年3月25日、司書房〈ツカサコミックス〉、ISBN 4-8128-1380-8）
  - 『ちぇりー♥ぱい』新装版 （2011年12月21日発売[8]、マックス〈ポプリコミックス〉、ISBN 978-4-86379-058-2）
8. 『くすりゆびハニー』 （2007年8月25日発売[9]、マックス〈ポプリコミックス〉、ISBN 978-4-903491-38-7）
9. 『A.My.Sweets♡』 （2008年9月26日発売[10]、マックス〈ポプリコミックス〉、ISBN 978-4-903491-80-6）
10. 『SHY GIRL』 （2009年9月24日発売[11]、マックス〈ポプリコミックス〉、ISBN 978-4-86379-010-0）
11. 『放課後にゃんにゃん』 （2010年9月24日発売[12]、マックス〈ポプリコミックス〉、ISBN 978-4-86379-030-8）
12. 『LOVE♡STORE plus』 （2011年5月1日〈2011年4月21日発売[13]〉、マックス〈ポプリコミックス〉、ISBN 978-4-86379-044-5）
13. 『あ♡そこ♡』 （2011年12月21日発売[14]、マックス〈ポプリコミックス〉、ISBN 978-4-86379-057-5）
14. 『娘これ♀』 （2013年11月25日、マックス〈ポプリコミックス〉、ISBN 978-4-86379-302-6）
15. 『きもちいいこと、いっしょに』 （2020年8月発売、楽楽出版〈RK COMICS CYBERIA SERIES〉、ISBN 978-4-86704-438-4）
16. 『レンタルママ』 （2021年3月27日発売[15]、メディアックス〈MDコミックスNEO〉、ISBN 978-4-86674-646-3）
17. 『セイ×ショウネン』 （2021年6月1日発売[16]、メディアックス〈MDコミックスNEO〉、ISBN 978-4-86674-653-1）

### ボーイズラブ
1. 『ハッピーニュース』 （1999年8月26日、松文館〈別冊エースファイブコミックス〉、ISBN 4-7901-0468-0）
2. 『BODY TALK』 （2004年4月20日発売[17]、松文館〈ダイヤモンドコミックス〉、ISBN 4-7901-1257-8）
3. 『BABY BITCH!』 （2006年11月21日発売[17]、松文館〈ダイヤモンドコミックス〉、ISBN 4-7901-1843-6）
4. 『SWEET』 （2009年6月30日〈2009年6月27日発売[18]〉、新書館〈ディアプラスコミックス〉、ISBN 978-4-4036-6250-8）

### 一般向け
- 『星方天使エンジェルリンクス』 （1999年12月〈1999年11月30日発売[19]〉、角川書店〈角川コミックスドラゴンJr.〉、ISBN 4-04-712212-2）
- 『モモタノハナ』 （2008年3月22日発売[20]、メディアファクトリー〈MFコミックス アライブシリーズ〉、ISBN 978-4-8401-2215-3）
  - 『モモタノハナ』新装版 （2012年11月27日発売[21]、一迅社〈IDコミックス REXコミックス〉、ISBN 978-4-75806-344-9）
- 『いなかの』 （双葉社『WEBコミックハイ!』連載、〈アクションコミックス COMIC HIGH’S BRAND〉、全5巻）
  1. 2009年6月12日発売[22]、ISBN 978-4-575-83632-5
  2. 2010年1月12日発売[23]、ISBN 978-4-575-83717-9
  3. 2010年8月10日発売[24]、ISBN 978-4-575-83801-5
  4. 2011年4月12日発売[25]、ISBN 978-4-575-83896-1
  5. 2011年10月12日発売[26]、ISBN 978-4-575-83974-6
- 『30歳の保健体育』 （2011年、キャラクター原案：ゑむ、一迅社『月刊ComicREX』連載、全2巻）
- 『遺言姉妹』 （双葉社『WEBコミックハイ!』2012年1月 - 2013年3月連載、〈アクションコミックス COMIC HIGH’S BRAND〉、全2巻）
  1. 2012年8月10日発売[27]、ISBN 978-4-575-84117-6
  2. 2013年4月12日発売[28]、ISBN 978-4-575-84220-3

- 『与えられたスキルを使って稼いで異世界美女達とイチャイチャしたい』 （阿見阿弥名義、原作：レンキしゅん、双葉社〈モンスターコミックス〉、既刊5巻）
  1. 2022年4月28日発売[29]、ISBN 978-4-575-41401-1
  2. 2023年1月30日発売[30]、ISBN 978-4-575-41535-3
  3. 2023年9月15日発売[31]、ISBN 978-4-575-41732-6
  4. 2024年5月15日発売[32]、ISBN 978-4-575-41883-5
  5. 2025年1月30日発売[33]、ISBN 978-4-575-42068-5

### イラスト
- 「自由」（スクウェア・エニックス『ガンガンONLINE』 2008年11月13日）
- 欲望のコード マンガにみるセクシュアリティの男女差（2009年6月20日）

## 関連人物
- BENNY'S